# Irena Bihariová
Irena Bihariová (ur. 15 września 1980 w Trnawie) – słowacka polityk, działaczka społeczna i prawniczka narodowości romskiej, przewodnicząca Postępowej Słowacji, posłanka do Rady Narodowej.

## Życiorys
W 2009 uzyskała magisterium z prawa na Uniwersytecie Komeńskiego w Bratysławie. Podjęła praktykę w zawodzie prawnika. Od 2009 była przewodniczącą organizacji Ľudia proti rasizmu, w ramach której zajęła się również udzielaniem bezpłatnej pomocny prawnej. Powołana na wiceprzewodniczącą komitetu do spraw przeciwdziałania rasizmowi i ekstremizmowi funkcjonującego w strukturze resortu spraw wewnętrznych.
Zaangażowała się w działalność polityczną w ramach Postępowej Słowacji. W 2020 została wybrana na przewodniczącą tego ugrupowania. W 2022 na tym stanowisku zastąpił ją Michal Šimečka. W 2023 z ramienia PS uzyskała mandat posłanki do Rady Narodowej.